# Легенда про безсмертя
«Легенда про безсмертя» (рос. Легенда о бессмертии) — радянський художній фільм про II Світову війну, знятий в 1985 році за однойменним романом Вадима Кожевникова режисером Борисом Савченком.
Фільм вийшов в прокат в УРСР у 1988 році з українським дубляжем від Кіностудії Довженка.

## Сюжет
Дія фільму відбувається в кінці 1941 року на Закарпатті. На окуповану хортистами територію висаджуються радянські парашутисти. З шістьох тільки Олексі Борканюку вдається минути засідки. Однак фашисти, узявши в заручники місцевих людей, погрожують вчинити з ними розправу, якщо він добровільно не здасться в полон. Заради збереження людських життів Олекса йде в стан ворога. В основі фільму — дійсні факти з життя письменника і журналіста, Героя Радянського Союзу Олекси Борканюка.

## У ролях
- Мирослав Маковійчук — Олекса Борканюк
- Олена Фіногеєва — Тереза
- Нійоле Ожеліте — Анна
- Георгій Морозюк — контррозвідник
- Олександр Кузьменко — Мочкош
- Іржі Воганка — Фучік
- Василь Фущич — Василь
- Галина Довгозвяга — Марія
- Валентин Варецький — помічник Мочкоша
- Юрій Брилинський — товстий жандарм
- Костя Савченко — Іванко
- Ян Ченський, Ріхард Машка, Милан Духек, Ігор Смржик, Мирослав Дубський, Отто Шобер, Віктор Поліщук, Борис Молодан, Людмила Лобза, Валерій Наконечний, Віктор Маляревич, Олександр Бєліна, Борис Івченко, І. Широкий, В. Русин, І. Густи, Михайло Голубович, А. Тартишников, Катерина Савченко, Нестор Кондратюк (немає в титрах)

## Творча група
- Автори сценарію: Лев Корнєшов, Георгій Шевченко
- Режисер-постановник: Борис Савченко
- Оператор-постановник: Валерій Башкатов
- Художники-постановники: Валерій Новаков, Михайло Раковський
- Композитор: Євген Станкович
- Режисери: Анатолій Кучеренко, Л. Ільченко
- Оператори: В. Чумак, О. Рязанцев
- Звукооператори: Ю. Каменський, Володимир Сулімов
- Монтажер: Олександра Голдабенко
- Художники: по костюмах — Алла Шестеренко, по гриму — Галина Тишлек
- Комбіновані зйомки: оператор — Георгій Лемешев, художник — Сергій Бржестовський
- Редактор: Олександр Шевченко
- Директори фільму: Д. Бондарчук, Галина Сердюк

## Україномовний дубляж
Фільм було дубльовано в радянські часи.